# Zellkolonie
Eine Zellkolonie ist ein bei Protophyten und Prokaryoten vorkommender Verband (Kolonie) meist gleichartiger Einzeller, die häufig durch eine Gallerthülle und Zellplasma miteinander verbunden sind. Da sie aus fortgesetzter Zellteilung entstehen, ist die Anzahl der eingebundenen Zellen meist eine Zweierpotenz. Bei einfachen Kolonien können die Zellen auch getrennt überleben.
Der Geißelträger Gonium ist mit Chlamydomonas nah verwandt und bildet plattenförmige Kolonien aus 4 bis 16 Zellen. Alle Zellen der Grünalge können durch Teilung neue Kolonien liefern. Eudorina bildet kugelförmige Kolonien aus 32 Zellen.
Ein Beispiel für eine hochorganisierte Zellkolonie ist die Kugelalge Volvox, bei der schon eine enge Verbindung sowie Arbeitsteilung zwischen Zellen (Zelldifferenzierung) vorhanden ist. Zellkolonien gelten daher auch als Zwischenglied zwischen Einzellern und Vielzellern.
Bakterien der Gattung Ehrlichia bilden in den Wirtszellen Mikrokolonien aus bis zu 40 Bakterien, die lichtmikroskopisch an eine Maulbeere erinnern und daher als Morulae bezeichnet werden.